# Lamačský tunel
Lamačský tunel je označení pro dva železniční tunely v Bratislavě.
Lamačský tunel č. I (též známý jako starý tunel) byl prvním železničním tunelem na Slovensku a v celém bývalém Uhersku. Byl také jedním z nejdelších železničních tunelů své doby. Stavět se začal v roce 1844, v souvislosti s výstavbou trati Bratislava-Vídeň. Stavební práce realizoval podnikatel Felix Tallachini a byly provedeny rakouskou tunelovací metodou. Původně byl plánován jako dvoukolejný. Jeho délka činila 704 metrů, později při rozšiřování a úpravách však byla zkrácena na 592,5 metrů, protože trať Vídeň-Bratislava byla prodloužena do Budapešti a byla postavena průjezdná stanice. Otevřen byl v roce 1848.
Lamačský tunel č. II (též známý jako nový tunel) se začal razit v roce 1900 a dokončen byl roku 1902. Razil se anglickou metodou. Jeho délka činí 595,61 m. Ražba nového tunelu se ve své době ukázala být efektivnějším a rychlejším řešením než rozšíření staršího, kde by si stavební práce vyžádaly 6 let. 